# تشارلي جونسون (لاعب كرة قاعدة)
تشارلي جونسون (بالإنجليزية: Charlie Johnson)‏ هو لاعب كرة قاعدة أمريكي، ولد في 12 مارس 1885 في سلاتينغتون في الولايات المتحدة، وتوفي في 28 أغسطس 1940 في ماركوس هووك في الولايات المتحدة.

## وصلات خارجية
- تشارلي جونسون على موقعبيزبول رفرنس.كوم (الدوري الرئيسي) (الإنجليزية)
- تشارلي جونسون على موقعبيزبول رفرنس.كوم (الدوري الثانوي) (الإنجليزية)